# 兴州河
兴州河，位于中华人民共和国河北省北部，是滦河右岸支流。上游也称牤牛河，发源于承德市丰宁满族自治县选将营乡杨树底下村西北，蜿蜒向东南，流经选将营乡、黄土梁水库、西官营乡、凤山镇、波罗诺镇等地后流入滦平县境内，于滦平县大屯镇西北转东流，至张百湾镇东北汇入滦河。河长110.5千米，流域面积1970平方千米，年均径流量1.22亿立方米。